# Jerry Bruckheimer
Jerry Bruckheimer (21 de setembre del 1945, Detroit, Michigan) és un productor de cinema i sèries de televisió estatunidenc. S'inicià amb pel·lícules curtes i avui s'ha ampliat al camp de la producció de sèries de televisió.

## Pel·lícules realitzades
- Confessions of a Shopaholic (2009) (en associació amb Touchstone Pictures)
- National Treasure: Book of Secrets (2007) (en associació amb Walt Disney Pictures)
- Pirates del Carib: Al fi del món (2007) (en associació amb Walt Disney Pictures)
- Pirates del Carib: El cofre de l'home mort (2006) (en associació amb Walt Disney Pictures)
- Déjà Vu (2006) (en associació amb Touchstone Pictures)
- Glory Road (2006) (en associació amb Walt Disney Pictures)
- National Treasure (2004) (en associació amb Walt Disney Pictures)
- King Arthur (2004) (en associació amb Touchstone Pictures)
- Bad Boys 2 (2003) (en associació amb Columbia Pictures)
- Pirates del Carib: La maledicció del Perla Negra (2003) (en associació amb Walt Disney Pictures)
- Veronica Guerin (2003) (en associació amb Touchstone Pictures)
- Kangaroo Jack (2003) (en associació amb Warner Bros.)
- Bad Company (2002) (en associació amb Touchstone Pictures)
- Black Hawk abatut (Black Hawk Down) (2001) (en associació amb Columbia Pictures i Revolution Studios)
- Pearl Harbor (2001) (en associació amb Touchstone Pictures)
- Remember the Titans (2000) (en associació amb Walt Disney Pictures)
- Coyote Ugly (2000) (en associació amb Touchstone Pictures)
- Gone in Sixty Seconds (2000) (en associació amb Touchstone Pictures)
- Enemy of the State (1998) (en associació amb Touchstone Pictures)
- Armageddon (1998) (en associació amb Touchstone Pictures)
- Con Air (1997) (en associació amb Touchstone Pictures)
- The Rock (1996) (en associació amb Hollywood Pictures)
- Dangerous Minds (1995) (en associació amb Hollywood Pictures)
- Marea roja (Crimson Tide) (1995) (en associació amb Hollywood Pictures)
- Bad Boys (1995) (en associació amb Columbia Pictures)
- The Ref (1994) (en associació amb Touchstone Pictures)
- Days of Thunder (1990) (en associació amb Paramount Pictures)
- Beverly Hills Cop 2 (1987) (en associació amb Paramount Pictures)
- Top Gun (1986) (en associació amb Paramount Pictures)
- Beverly Hills Cop (1984) (en associació amb Paramount Pictures)
- Thief of Hearts (1984)
- Flashdance (1983) (en associació amb Paramount Pictures)
- Els bojos del bisturí (Young Doctors in Love) (1982)
- Cat People (1982)
- Thief (1981)
- Defiance (1980)
- American Gigolo (1980) (en associació amb Paramount Pictures)
- Marxar o morir (March or Die) (1977)
- Adéu, nena (Farewell, My Lovely) (1975)
- Rafferty and the Gold Dust Twins (1975) (productor associat)
- The Culpepper Cattle Company (1972) (productor associat)